# Mikhail Khodorkovski
Mikhail Boríssovitch Khodorkóvski (em cirílico, Михаи́л Бори́сович Ходор ко́вский); Moscou, 26 de junho de 1963), é um empresário e magnata russo, ex-proprietário da petrolífera Yukos. Em 2003, Khodorkóvski foi preso e condenando a uma pena de 10 anos por corrupção, fraude contábil, sonegação de impostos e evasão de divisas.
Khodorkóvski começou a carreira como militante ativo do Komsomol (Juventude Comunista) e se beneficiou com as reformas pró-capitalistas e neoliberais de Gorbatchov e Iéltsin nos anos 1990. Assim, tornou-se um dos mais importantes membros da nova oligarquia de empresários formada repentinamente em seu país. Através de investimentos na companhia de petróleo Yukos e suas subsidiárias, Khodorkóvski chegou a ser o principal rival do poder estabelecido no Kremlin e várias vezes especulou-se que o empresário seria candidato à presidência contra Vladimir Putin.
Em 2003, a Justiça cobrou repentinamente todos os impostos atrasados e sonegados da Yukos, levando a companhia à concordata. Mesmo assim, em 2004, Khodorkóvski foi considerado o homem mais rico da Rússia e o 16º do mundo. Até ser preso, era considerado um dos mais poderosos oligarcas da Rússia.
Em dezembro de 2013, após dez anos, o governo da Rússia o anistiou.
Mikhail Khodorkovski possui origem judaica, seu pai era judeu.